# Androka
Androka is een plaats en commune in het zuiden van Madagaskar, behorend tot het district Ampanihy, dat gelegen is in de regio Atsimo-Andrefana. Tijdens een volkstelling in 2001 telde de plaats 14.922 inwoners.
De plaats biedt alleen lager onderwijs en beperkt middelbaar onderwijs aan. 80% van de bevolking werkt als landbouwer, 5% houdt zich bezig met veeteelt en 10% verdient zijn brood als visser. Het belangrijkste landbouwproduct is mais; andere belangrijke producten zijn maniok en zoete aardappelen. Verder is 5% actief in de dienstensector.